# Johanne Lykke Holm
Johanne Lykke Holm, født i 1987, er en forfatter og oversætter fra dansk til svensk.
Holm debuterede i 2017 med den Nat, der gik forud for denne dag på Albert Bonniers förlag. Sammen med den danske forfatter Olga Ravn driver Holm også skriverkursen Hekseskolen i København og Häxskolan på Akademiet Valand, Göteborgs Universitet. Holm er uddannet i den Litterære kunst fra Akademi Valand, Göteborgs Universitet.

### Som forfatter
- Natten som föregick denna dag, 2017

### Som oversætter
- Dikter, Yahya Hassan, 2014
- En av oss sover, Josefine Klougart, 2014
- Om mörker, Josefine Klougart, 2015
- Celestine, Olga Ravn, 2016
- Hon är arg, Maja Lee Langvad, 2016
- Den vita rosen, Olga Ravn, 2017

## Priser og udmærkelser
Ved uddeling af "Årets Oversættelse 2014" modtog Johanne Lykke Holm et ære omtale for oversættelsen af Josefine Klougarts En af os sover.